# Erich Jeschke
Erich Jeschke (* 7. Januar 1925 in Ostpreußen; † 6. November 1992) war ein deutscher Bauingenieur. Er war maßgeblich am Wiederaufbau der Semperoper und des Residenzschlosses in der sächsischen Landeshauptstadt Dresden beteiligt.

## Leben
Erich Jeschke wuchs in Ostpreußen auf, wo er auch die Schule besuchte. Im Zweiten Weltkrieg absolvierte er eine Ausbildung zum Jagdflieger. Er geriet in sowjetische Kriegsgefangenschaft, die fünf Jahre andauerte. In der DDR nahm er 1950 eine Lehre zum Maurer auf, später qualifizierte er sich durch ein Studium an der Fachschule für Bauwesen in Gotha und danach an der Technischen Universität Dresden, an der er bis 1955 weilte.
Im Industriebau erhielt Erich Jeschke seine erste Anstellung. Von 1959 bis 1963 weilte er in Vietnam und ein zweites Mal von 1972 bis 1976. Dort half er vor allem am Aufbau des Glaswerkes in Hái Phòng.

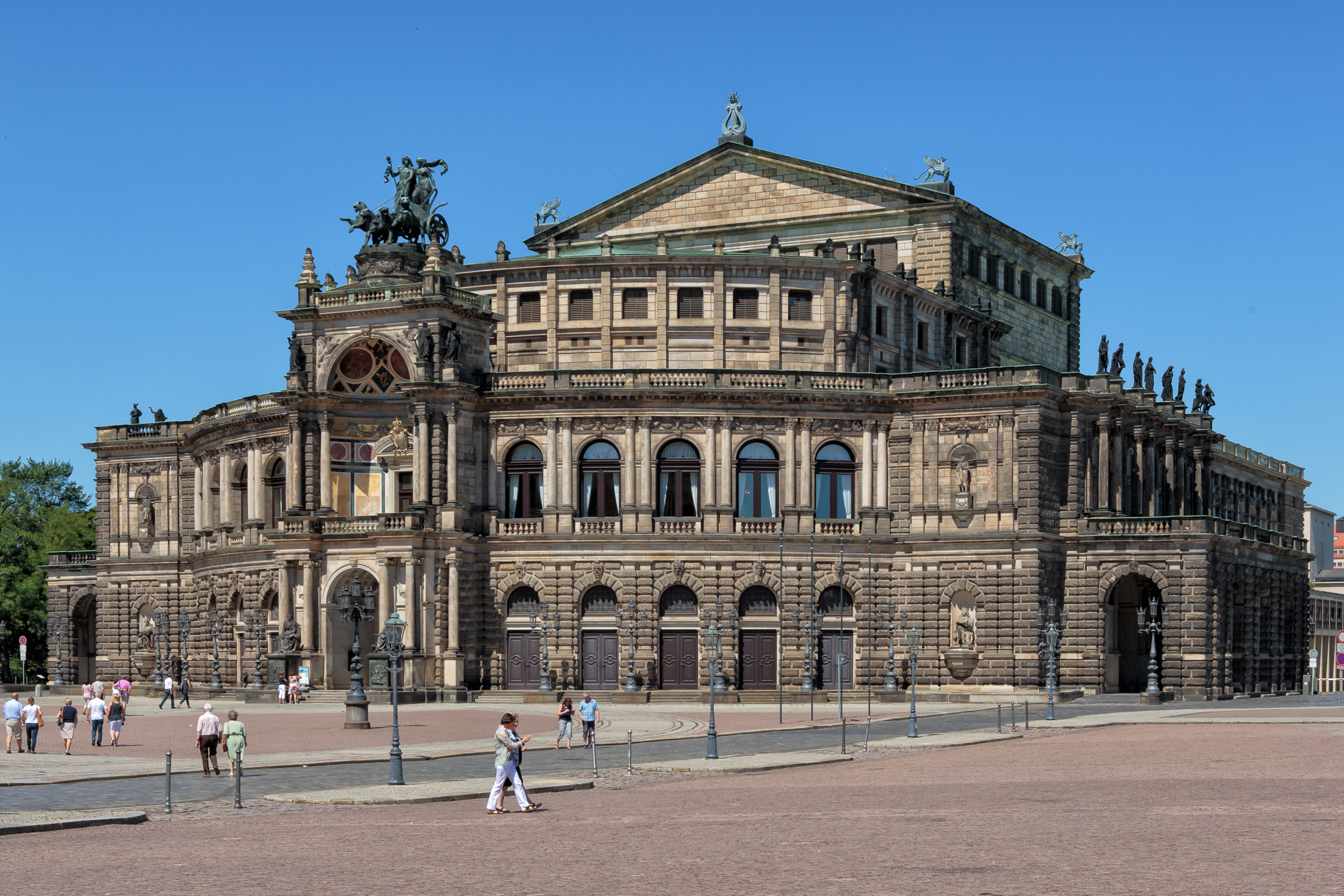
Die Semperoper heute (2013)

Ab 1978 war Erich Jeschke in der Aufbauleitung kulturhistorischer Bauten beim Rat des Bezirkes Dresden tätig. Seine beiden größten Projekte waren der Wiederaufbau der beim Bombenangriff am 13. Februar 1945 zerstörten Semperoper und des Residenzschlosses. Vor allem die akribische Wiederherstellung der historischen Innenarchitektur der Semperoper ist sein Verdienst.
Er war wesentlich daran beteiligt, dass 1989 die Ausstellung Das Dresdner Schloß – Monument sächsischer Geschichte und Kultur eröffnet werden konnte.
Bereits im Rentenalter stehend, übernahm Erich Jeschke im März 1991 die Leitung des Sachgebiets für kulturhistorische Bauten im Staatshochbauamt Dresden I. Als solcher starb er nach kurzer schwerer Krankheit am 6. November 1992.

## Schriften (Auswahl)
- (mit Gerhard Glaser u. a.): Das Dresdner Schloß, Monument sächsischer Geschichte und Kultur, Dresden 1989
- (mit Lucas Müller): Ein Monument sächsischer Geschicht krönt Dresdens 800-Jahr-Feier. Sichtbares Zeichen des Wiederaufbaus. Der Hausmannsturm. In: Sächsische Heimatblätter, 37, 1991, Nr. 6, S. 321–326.
- Der Wiederaufbau des Dresdner Schlosses. In: Sächsischer Bauanzeiger, Dresden, 2, 1991, Nr. 4, S. 5–7.
- (mit Lucas Müller): Das Dresdner Schloß. Zeittafel. In: Dresdner Hefte, Dresden, 12, 1994, Nr. 2, S. 96–98.